# Línea 1 del tranvía de Zaragoza
La línea 1 del tranvía de Zaragoza sigue un eje norte-sur entre Valdespartera y Parque Goya, atravesando el centro de la ciudad. Consta de 25 paradas (22 con andenes laterales y 3 con andén central), separadas entre sí aproximadamente 500 m. La longitud total de esta línea es de 12,8 km que se recorren a una velocidad comercial de 21 km/h, completando el recorrido en 40 minutos (19 minutos para el trayecto Academia General Militar-Plaza de España y 21 minutos entre Plaza de España y Plaza Cinema Paradiso en Valdespartera).
Para su construcción se dividió esta línea en dos fases:
- Fase 1 (2009-2011): Supone la mitad sur de la línea, entre Valdespartera y la Plaza de Basilio Paraíso, con un total de 12 paradas. Su construcción se inició el 19 de agosto de 2009, y entró en la fase de pruebas a finales de 2010. El 26 de agosto de 2010, se inauguró su primera marquesina en el Paseo de los Olvidados (Valdespartera).[3] El 2 de marzo del año siguiente, la exvicepresidenta primera del Gobierno español María Teresa Fernández de la Vega probó el tranvía junto al presidente de Aragón Marcelino Iglesias y Juan Alberto Belloch en un viaje en prueba.[4] A partir del 4 de abril de 2011 se pudo montar gratuitamente cualquier persona.[5] El 19 de abril se inauguró su servicio comercial.[6]
- Fase 2 (2011-2013): Entre la Plaza de Basilio Paraíso y a la Avenida Academia General Militar, tiene un total de 14 paradas y supone la mitad norte de la línea, atravesando el centro de la ciudad. Las obras comenzaron el 3 de marzo de 2011.[7] Las pruebas comenzaron la madrugada del 11 al 12 de mayo de 2012.[8] El primer tramo de esa fase (hasta Plaza España) entró en funcionamiento el 31 de octubre de 2012[9] y hasta Murallas el 20 de diciembre de ese mismo año.[10] El 26 de marzo de 2013, entró en servicio comercial el recorrido completo de la línea 1.[11] Un día antes, fue inaugurado oficialmente por el alcalde de la ciudad, Juan Alberto Belloch.[12] Se inauguró un mes antes de lo previsto, ya se había fijado el día de su inauguración el 23 de abril, el día de Aragón.[13] La línea 1 también trajo la obra urbana más importante desde la Expo 2008 con la renovación de una superficie de 147.000 metros cuadrados.[14]

La inversión realizada es de 400 millones de euros (67,5% privada y 32,5% pública):
| Actuación                                         | Coste                 |
| ------------------------------------------------- | --------------------- |
| Obras de la plataforma                            | 202 millones de euros |
| Adquisición de material móvil                     | 82 millones de euros  |
| Construcción de cocheras-talleres                 | 37 millones de euros  |
| Urbanización complementaria de trazado            | 55 millones de euros  |
| Integración del sistema semafórico y otros gastos | 25 millones de euros  |

El tráfico previsto en el proyecto fue de unos 100.000 viajeros/día, con una tarifa media de 0,75 euros/viajero.[cita requerida]